# 丹治部駅
丹治部駅（たじべえき）は、岡山県新見市大佐（おおさ）田治部にある、西日本旅客鉄道（JR西日本）姫新線の駅である。

## 歴史
- 1930年（昭和5年）12月11日：鉄道省作備線（現・姫新線）中国勝山 - 岩山間延伸時に開設[1]。
  - 当時の所在地表示は岡山県阿哲郡丹治部村田治部であった[1]。
- 1936年（昭和11年）10月10日：作備線が姫新線の一部となり、当駅もその所属となる。
- 1962年（昭和37年）3月1日：貨物取扱廃止[1]。
- 1973年（昭和48年）3月12日：荷物扱い廃止[2]、簡易委託駅化[3]。
- 1987年（昭和62年）4月1日：国鉄分割民営化に伴い、JR西日本の駅となる[1]。
- 2011年（平成23年）3月1日：簡易委託解除、完全無人駅化。

## 駅構造

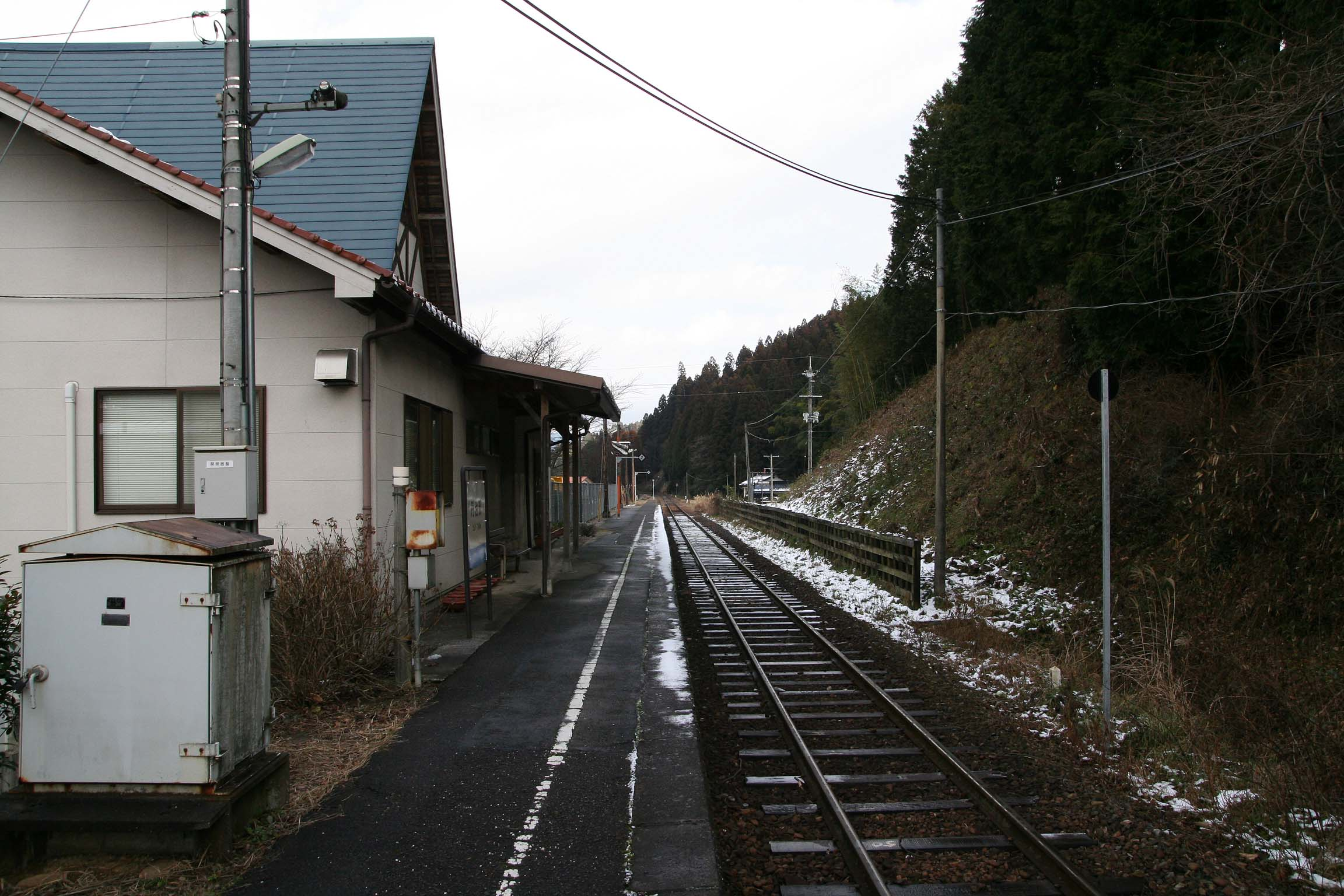
構内（2008年1月）

新見方面に向かって右側に単式ホーム1面1線を有する地上駅（停留所）。棒線駅のため、新見方面行と津山方面行双方が同一ホームに発着する。
新見駅管理の無人駅。以前は駅舎向かいの民家に簡易委託窓口が設置されており、そこで乗車券（常備券）が販売されていた。

## 利用状況
近年の1日平均乗車人員の推移は以下の通り。
| 乗車人員推移 | 乗車人員推移 |
| 年度         | 1日平均人数  |
| ------------ | ------------ |
| 1999         | 33           |
| 2000         | 30           |
| 2001         | 29           |
| 2002         | 31           |
| 2003         | 28           |
| 2004         | 29           |
| 2005         | 19           |
| 2006         | 14           |
| 2007         | 15           |
| 2008         | 14           |
| 2009         | 14           |
| 2010         | 9            |
| 2011         | 13           |
| 2012         | 14           |
| 2013         | 16           |
| 2014         | 16           |
| 2015         | 17           |
| 2016         | 17           |
| 2017         | 16           |
| 2018         | 17           |
| 2019         | 15           |
| 2020         | 9            |
| 2021         | 8            |

## 駅周辺
- 田治部郵便局
- 国司神社
- 岡山県道32号新見勝山線

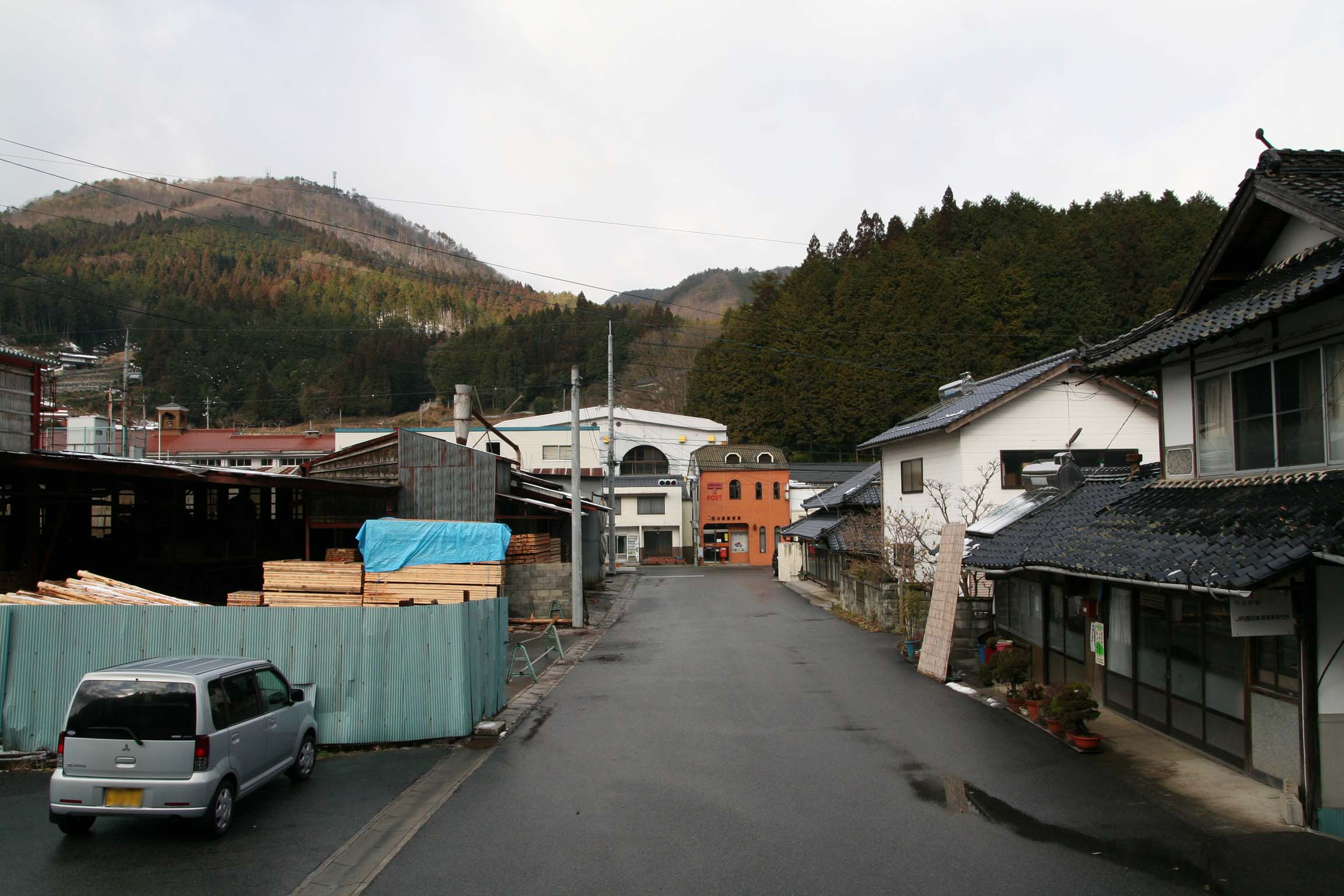
駅周辺（2008年1月）

- 中国自動車道大佐サービスエリア・大佐スマートインターチェンジ
- 社会福祉法人 恵愛会（特別養護老人ホームおおさ苑・身体障害者療護施設大佐荘）

以前は駅西側に新見市立田治部小学校があったが、2015年3月に閉校した。

## 隣の駅
西日本旅客鉄道（JR西日本）
 姫新線
■快速
通過
■普通
刑部駅 - 丹治部駅 - 岩山駅